# Ponikvice
Ponikvice (denumirea anterioară: Ponikvica) este un sat din comuna Nikšić, Muntenegru. Conform datelor de la recensământul din 2003, localitatea are 29 de locuitori (la recensământul din 1991 erau 72 de locuitori).

## Demografie
În satul Ponikvica locuiesc 26 de persoane adulte, iar vârsta medie a populației este de 51,7 de ani (47,4 la bărbați și 57,0 la femei). În localitate sunt 9 gospodării, iar numărul mediu de membri în gospodărie este de 3,22.
Populația localității este foarte eterogenă.
|  |

| Demografie | Demografie | Demografie |
| An         | Locuitori  | Locuitori  |
| ---------- | ---------- | ---------- |
|            |            |            |
|            |            |            |
|            |            |            |
|            |            |            |
| 1948       | 208        |            |
| 1953       | 188        |            |
| 1961       | 144        |            |
| 1971       | 128        |            |
| 1981       | 79         |            |
| 1991       | 72         | 72         |
| 2003       | 29         | 29         |

| \| Componența etnică conform recensământului din 2003[2] \| Componența etnică conform recensământului din 2003[2] \| Componența etnică conform recensământului din 2003[2] \| Componența etnică conform recensământului din 2003[2] \| Componența etnică conform recensământului din 2003[2] \| \| ----------------------------------------------------- \| ----------------------------------------------------- \| ----------------------------------------------------- \| ----------------------------------------------------- \| ----------------------------------------------------- \| \| \| \| \| \| \| \| Sârbi \| Sârbi \| \| 14 \| 48,27% \| \| Muntenegreni \| Muntenegreni \| \| 12 \| 41,37% \| \| necunoscută \| necunoscută \| \| 0 \| 0% \| |              |  |    |        |
| Componența etnică conform recensământului din 2003 |              |  |    |        |
| |              |  |    |        |
| Sârbi | Sârbi        |  | 14 | 48,27% |
| Muntenegreni | Muntenegreni |  | 12 | 41,37% |
| necunoscută | necunoscută  |  | 0  | 0%     |